# Tu nun 'o ssaie/'O pirata
Tu nun 'o ssaie/'O pirata, pubblicato nel 1959, è un singolo del cantante italiano Mario Trevi

## Tracce
Lato A
- Tu nun 'o ssaie (Palomba-Alfieri)[1]

Lato B
- 'O pirata (Palomba-Alfieri)[2]

Direzione arrangiamenti: M° Beppe Mojetta

## Incisioni
Il singolo fu inciso su 45 giri, con marchio Durium- serie Royal (QCN 1049)